# Aberrazione relativistica
L'aberrazione relativistica è la versione relativistica dell'aberrazione della luce, comprese le correzioni relativistiche che diventano significative per gli osservatori che si muovono con velocità vicine alla velocità della luce. È descritta dalla teoria della relatività ristretta di Einstein.
Supponiamo che, nel sistema di riferimento dell'osservatore, la sorgente si muova con velocità {\displaystyle v\,}, a un angolo {\displaystyle \theta _{s}\,} rispetto al vettore dall'osservatore alla sorgente nel momento in cui viene emessa la luce. La seguente formula, che fu derivata da Einstein nel 1905 dalla trasformazione di Lorentz, descrive l'aberrazione della sorgente di luce, {\displaystyle \theta _{o}\,}, misurata dall'osservatore:
{\displaystyle \cos \theta _{o}={\frac {\cos \theta _{s}-{\frac {v}{c}}}{1-{\frac {v}{c}}\cos \theta _{s}}}\,}
In questa circostanza, i raggi di luce provenienti dalla sorgente che raggiungono l'osservatore sono inclinati verso la direzione del moto della sorgente (rispetto all'osservatore). È come se la luce emessa da un oggetto in movimento fosse concentrata in modo conico, verso la sua direzione di movimento; un effetto chiamato trasmissione relativistica. Inoltre, anche la luce ricevuta da un oggetto in movimento (ad esempio la vista di un veicolo spaziale molto veloce) appare concentrata nella sua direzione di movimento.
Una conseguenza di ciò è che ci si dovrebbe normalmente aspettare che un osservatore intercetti una percentuale della luce dell'oggetto maggiore rispetto a un altro osservatore più indietro; questa concentrazione di luce nella direzione in avanti dell'oggetto viene chiamata "effetto faro".